# Atletismo nos Jogos Pan-Americanos de 1975 - Lançamento de dardo feminino
A prova do lançamento de dardo feminino nos Jogos Pan-Americanos de 1975 foi realizada na Cidade do México, México.

## Medalhistas
| Ouro                              | Prata                  | Bronze                         |
| Sherry Calvert USA Estados Unidos | María Beltrán CUB Cuba | Lynn Cannon USA Estados Unidos |

## Resultados
| Posição           | Nome            | Nacionalidade             | Marca | Notas |
| ----------------- | --------------- | ------------------------- | ----- | ----- |
| Medalha de ouro   | Sherry Calvert  | USA Estados Unidos        | 54.70 |       |
| Medalha de prata  | María Beltrán   | CUB Cuba                  | 54.36 |       |
| Medalha de bronze | Lynn Cannon     | USA Estados Unidos        | 48.64 |       |
| 4                 | Laurie Kern     | CAN Canadá                | 48.40 |       |
| 5                 | Mariela Zapata  | COL Colômbia              | 45.18 |       |
| 6                 | Diana Rodríguez | PUR Porto Rico            | 43.84 |       |
| 7                 | Magda Faneyte   | AHO Antilhas Neerlandesas | 41.26 |       |
| 8                 | Guadalupe López | MEX México                | 40.38 |       |